# Bolatice
Bolatice (deutsch Bolatitz, älter auch Poletitz) ist eine Gemeinde im Hultschiner Ländchen in Tschechien. Sie liegt 13 km östlich von Opava, an der ehemaligen Eisenbahn nach Ratibor (die heute nur bis Chuchelná geht), unweit der Landesgrenze zu Polen, und gehört dem Okres Opava an.

## Geschichte
Die erste überlieferte Nennung von Bolatitz stammt aus einer Urkunde, mit der im Jahre 1250 Papst Innozenz IV. das Dorf dem Kloster Velehrad gab.
Bolatice im Landkreis Ratibor gehörte zum Hultschiner Ländchen und fiel nach dem Ersten Schlesischen Krieg 1742 an Preußen. Im Jahre 1920 wurde es gemäß Versailler Vertrag an die Tschechoslowakei abgetreten.
Infolge des Münchner Abkommens wurde der Ort 1938 wieder Teil des Deutschen Reiches und seit dem Ende des Zweiten Weltkrieges wurde er 1945 erneut tschechisch.

## Gemeindegliederung
Ortsteil ist seit 1893 Borová (deutsch Henneberg, 1921–1949 tschechisch Heneberky), das von den Gebrüdern Eugen und Alois von Henneberg am 3. Juni 1786 gegründet wurde.

## Sehenswürdigkeiten
Das Schloss im Barockstil mit steinernem Portal wurde in den Jahren 1724–1748 erbaut und dient heutzutage als Rathaus.
Die Kirche des hl. Stanislaus, Patron von Polen, wurde 1703 erbaut, nachdem im Jahre 1682 das Dorf von dem polnischen König Jan Sobieski besucht worden ist.

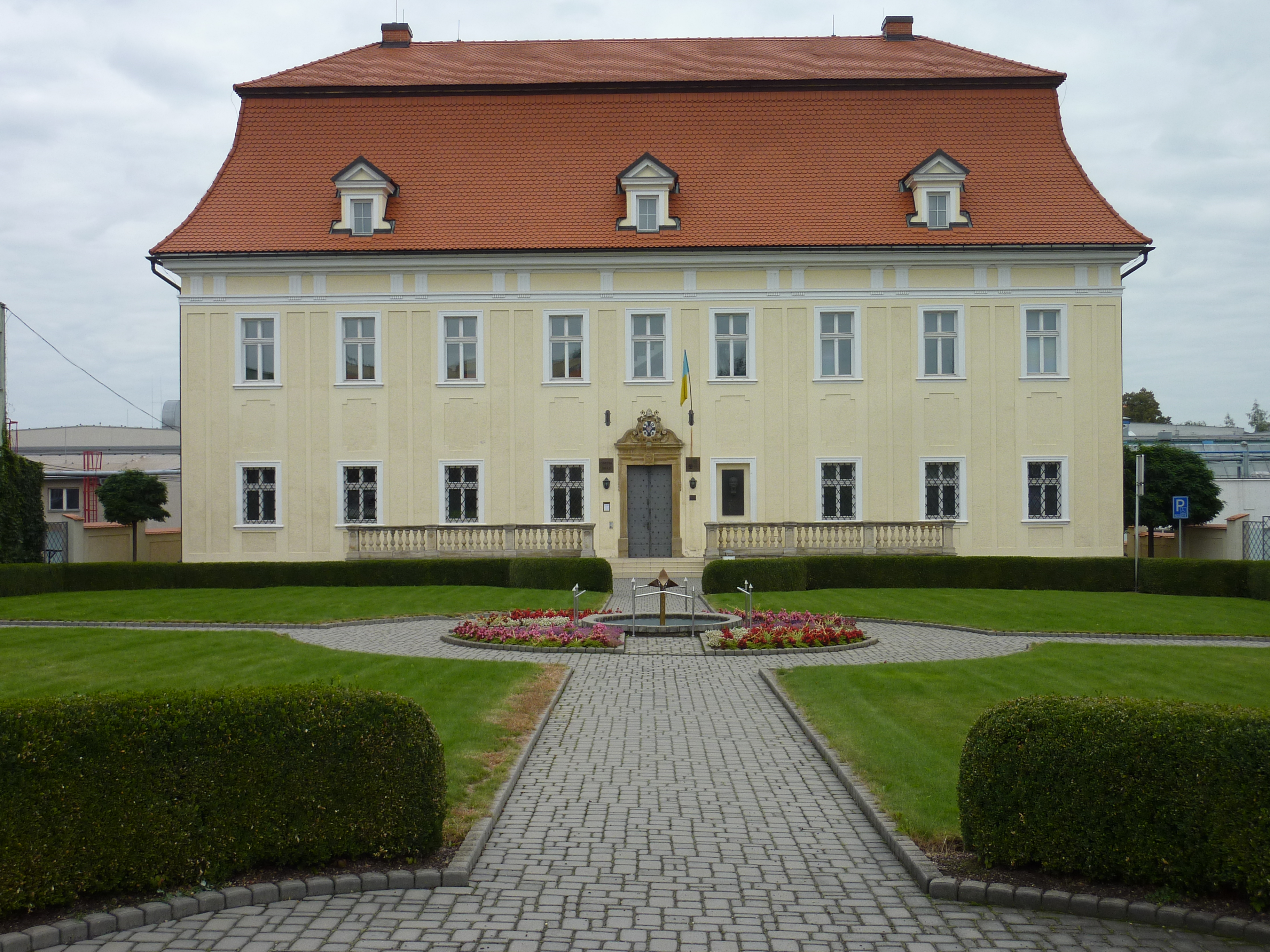
Schloss Bolatice
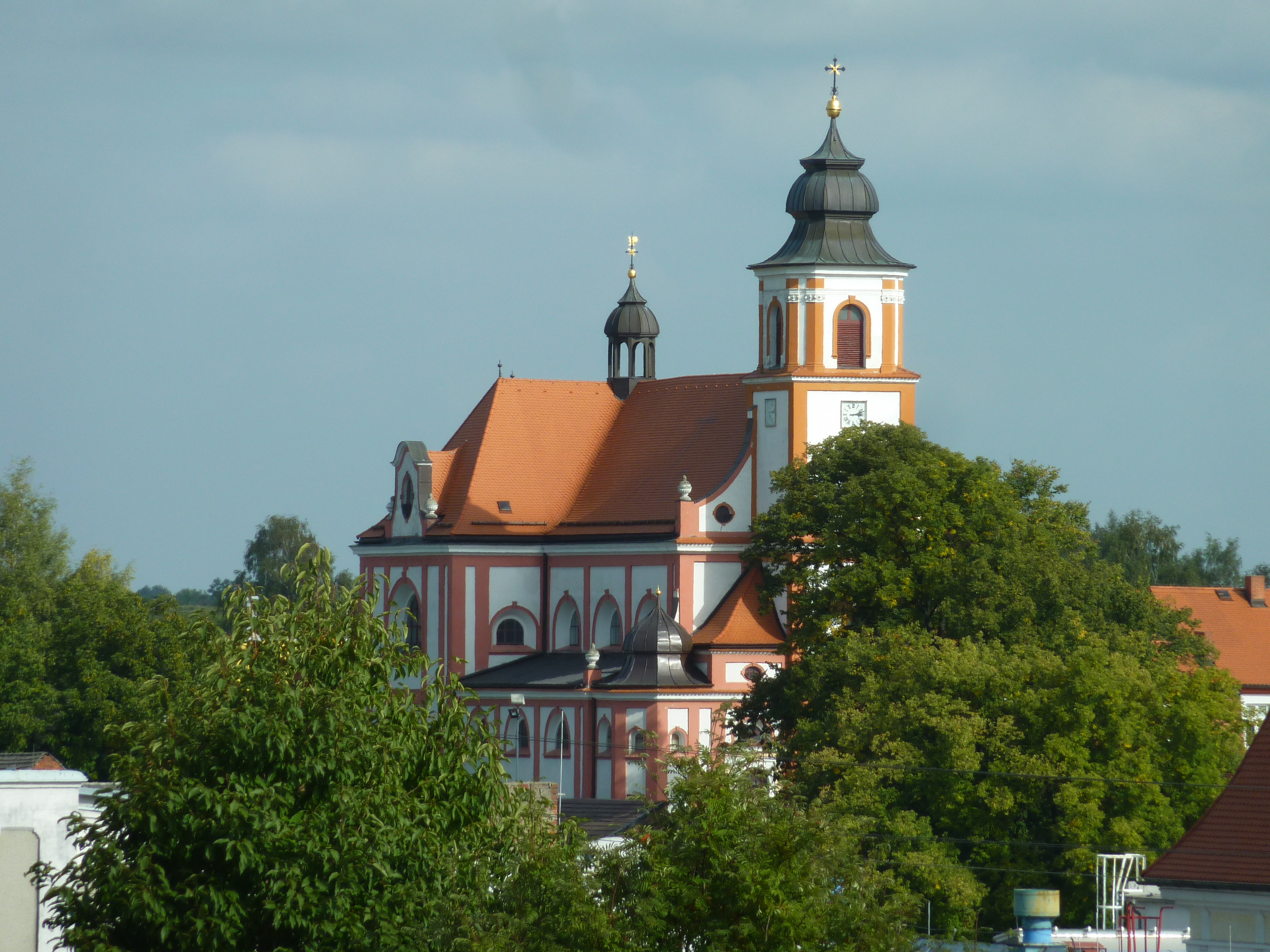
Kirche des hl. Stanislaus

## Söhne und Töchter der Stadt
- Max von Pohl (1842–1905), Jurist, Landrat des Kreises Ratibor, Regierungspräsident im Regierungsbezirk Oppeln
- August Scholtis (1901–1969), deutscher Schriftsteller
- Adolf Theuer (1920–1947), SS-Mitglied im KZ Auschwitz